# Lucia Vráblicová
Lucia Vráblicová (* 19. července 1973, Bratislava) je slovenská herečka působící v divadle Nová scéna od roku 1993, kde nastoupila po ukončení studia na konzervatoři. Díky jejímu zvláštnímu hlasu ji často slyšet v dabingu a v rozhlasových hrách. Namluvila i upoutávky v rádiu Viva, předtím v rádiu Expres.

## Filmografie
- Zločin (dvojdílná inscenace)
- 1995: Chichôtka
- 2000: Krajinka
- 2004: Zlatý klas
- 2006: Slumming
- 2006: Setkání v Praze
- 2006: Susedia (1-04: Kuchařka - kamarádka Majka)
- 2007–2008: Ordinácia v ružovej záhrade (sociální pracovnice)
- 2008: Mafstory (4-17: Colníčka - mjr. Vozobulová/šéfka moravské mafie Alena Kimličková)
- 2008: Ženy môjho muža
- 2009: Ako som prežil
- 2009: Mafstory (6-16: Kimla - Alena Kimličková)
- 2009: Nedodržaný sľub
- 2009: V mene zákona
- 2010: Nesmrteľní (film Kontrola)

## Rozhlas
- 2010: Autsajdri (Amálie Pfuntnerová) (rozhlasový sitcom)

## Divadlo
- 2011: Riverside Drive & Old Saybrook